# Kronenammer

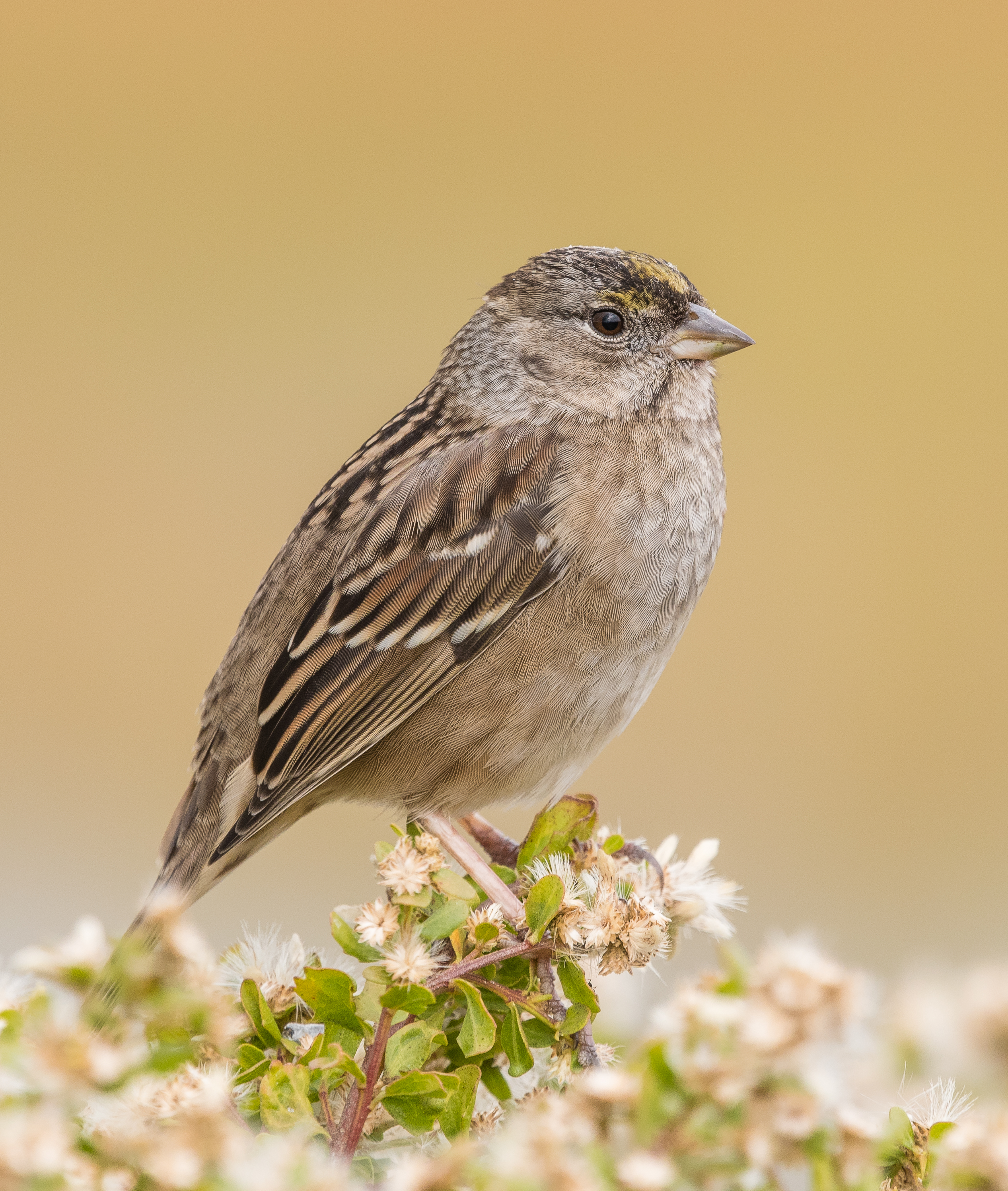
Kronenammer, juvenile, Scheitelstreif rötlichbraun

Verbreitungsgebiet im Jahresverlauf
orange: Brutgebiet im Sommer
blau: Überwinterungsgebiet
gelb: Migrationsgebiet

Die Kronenammer (Zonotrichia atricapilla) ist eine monotypische Singvogelart aus der Familie der Neuweltammern. Sie kommt im Norden  Nordamerikas vor. Diese Ammernart wird von der IUCN als ungefährdet (least concern) eingestuft.

## Erscheinungsbild
Die Kronenammer erreicht eine Körperlänge von 15 bis 18 Zentimetern. Die Flügelspannweite beträgt 22 bis 25 Zentimeter. Das Gewicht variiert zwischen 22 und 35 Gramm.
Die Kronenammer ist eine insgesamt unscheinbar wirkende Ammer. Das einzige auffallende Merkmal ist im Prachtkleid der gelbe Scheitelstreif, der wie eine Krone wirkt und dem sie ihren Namen verdankt. Er ist auf beiden Seiten von jeweils einem dunklen Streif umgeben, der sich bis zu den Augen und bis in den Nacken ausdehnt. Der Nacken und der übrige Kopf sind grau. Der Oberschnabel ist dunkel graubraun, der Unterschnabel ist etwas heller und wirkt bei manchen Individuen gelblich. Die Iris ist braun. Die Körperunterseite ist grau, die Flanken sind rotbräunlich überwaschen. Die Unterschwanzdecke ist weiß. 
Im Schlichtkleid sind die dunklen Streifen, die den gelben Scheitelstreif einfassen, schmaler und blasser. Die Füße und Beine sind dann rosabraun. Jungvögel ähneln den adulten, jedoch ist der Scheitelstreif rötlichbraun.
Verwechslungsmöglichkeiten bestehen vor allem mit der Dachsammer und der Harris-Ammer. Beide haben jedoch rosafarbene Schnäbel.

## Verbreitungsgebiet
Der Kronenammer ist eine nearktische Art, die auf den Aleuten und im Westen Alaskas brütet. Im Zentralgebiet Alaskas ist die Kronenammer selten und im Norden Alaskas kommt sie nur ausnahmsweise vor. Das Verbreitungsgebiet erstreckt sich über den Westen Kanadas bis nach British Columbia. Ihr Lebensraum sind Dickichte an Waldrändern. Die Kronenammer ist ein Zugvogel, der im Winterhalbjahr an die Westküste der Vereinigten Staaten zieht.

## Lebensweise
Die Kronenammer ist ein Allesfresser, der Knospen, Samen und Arthropoden frisst. Während der Zugzeiten und im Winter sind Kronenammern gesellig. Im Brutareal verteidigen die Männchen ein Brutrevier. Kronenammern gehen eine monogame Paarbindung ein, die vermutlich nur eine Fortpflanzungsperiode besteht.
Das Nest befindet sich in Dickichten. Es wird aus Gras und kleinen Zweigen errichtet, die Nistmulde ist mit Gras und Haar ausgelegt. Vermutlich wird es allein vom Weibchen errichtet. Das Gelege besteht aus drei bis vier Eiern. Diese sind hellbraun oder blass grünlich und rotbraun gesprenkelt. Die Brutzeit beträgt 11 bis 13 Tage. Es brütet allein der weibliche Elternvogel. Die Nestlinge sind nach neun bis elf Tage flügge. Kronenammern pflanzen sich erstmals im Alter von einem Jahr fort.